# Pedicypraedia
Pedicypraedia is een geslacht van weekdieren uit de klasse van de Gastropoda (slakken).

## Soort
- Pedicypraedia atlantica Lorenz, 2009